# Sources Chrétiennes
Sources Chrétiennes (en español, Fuentes cristianas) es una colección bilingüe de textos patrísticos fundada en Lyon en 1943 por los jesuitas Jean Daniélou, Claude Mondésert y Henri de Lubac.
La colección es editada por el Institut des Sources Chrétiennes (cuyo director actual es Bernard Meunier) y publicada en París por Les Éditions du Cerf.
Más de 500 obras de autores griegos, latinos y ocasionalmente siríacos han sido publicados. Otros, especialmente autores orientales, han sido publicados solo en traducción. Una temprana decisión de no excluir a autores heterodoxos o condenados (como Orígenes) amplía la selección de autores presentes en la colección. Los principales padres de la Iglesia como Clemente de Alejandría, Juan Crisóstomo y los Padres capadocios están bastante representados, pero también hay una sección dedicada a escritores espirituales de Occidente como Bernardo de Claraval. También se ha desarrollado una colección paralela de obras de Filón de Alejandría.